# تئودوریک یکم
تئودوریک یکم (Theodoric I) (درگذشتهٔ ۴۵۱) پادشاه ویزیگوت‌ها از ۴۱۸ تا ۴۵۱ بود. او هنگام حملهٔ وندال‌ها به رم در ۴۲۱ به آنها پیوست اما در ۴۵۱ علیه هون‌های تحت فرمان آتیلا با رومیان متحد شد و در میدان نبرد جان باخت.

## زندگینامه
تئودوریک پسر آلاریک یکم بود و در ۴۱۸ به پادشاهی ویزیگوت‌ها رسید. او متحد رومیان و در عین حال دشمن آنها بود. وندال‌ها در ۴۲۱ (یا ۴۲۲) به رم حمله کردند و تئودوریک یکم با خیانت به رومیان به آنها پیوست و از پشت به سپاهیان رومی یورش برد. در ۴۳۵ به رومیان مستقر در گل حمله کرد و ناربو را محاصره نمود. اما مجبور به عقب‌نشینی به تولوز شد و در آنجا در ۴۳۹ یکی از لشگرهای روم را شکست داد.
با شروع حملات آتیلا در ۴۵۱، تئودوریک یکم علیه هون‌ها با رومیان متحد شد و ویزیگوت‌ها به سپاه روم به فرماندهی آئتیوس پیوستند. تئودوریک فرماندهی جناح راست را در ترویا برعهده داشت و با شکست هون‌ها توانست آنها را عقب براند، اما خودش نیز در همان سال در میدان نبرد کشته شد.